# Unbroken (curta-metragem)
Unbroken é um curta-metragem estadunidense de seis minutos, lançado em 2003. Foi dirigido por Brad Furman e estrelado por Rachel Bilson e Phil Donlon. O filme mostra a história de uma jovem que é abusada sexualmente por um homem.